# Hypochrysops dryope
Hypochrysops dryope är en fjärilsart som beskrevs av Smith och Kirby 1895. Hypochrysops dryope ingår i släktet Hypochrysops och familjen juvelvingar. Inga underarter finns listade i Catalogue of Life.